# Fernheizkraftwerk Linz-Mitte
Das Fernheizkraftwerk Linz-Mitte ist ein 1970 in Betrieb genommenes Fern-Heizkraftwerk in Linz. Es versorgt die Stadt Linz sowie die nähere Umgebung zusammen mit dem Fernheizkraftwerk Linz-Süd zentral mit Strom und Fernwärme. Betreiber ist die Linz AG.
Es hat zwei Gas- und Dampfturbinenanlagen (GuD) von einmal 105 MW elektrischer und 85 MW Fernwärme-Leistung und einmal 114 MW elektrischer und 86 MW Fernwärme-Leistung. Angeschlossen ist eine Biomasseanlage mit einer elektrischen Leistung von 8.900 kW und einer thermischen Fernwärmeleistung von 21.000 kW, welche derzeit das zweitgrößte österreichische Biomasseheizkraftwerk ist. Zusätzlich wurde ein Fernwärmespeicher errichtet der mit einer Höhe von ca. 65 Metern und einem Fassungsvermögen von 34.500 Kubikmetern der zweitgrößte Europas und einer der fünftgrößten der Welt ist. Im Jahr 2012 ging zudem auf dem Gelände eine Müllverbrennungsanlage in Betrieb, die eine Kapazität von maximal 230.000 Tonnen pro Jahr hat.
Der 183 Meter hohe Kamin ist das höchste Bauwerk in Linz und gehört zu den 20 höchsten Bauwerken in Österreich.